# Michael Meyer (Futsalspieler)
Michael Meyer (* 12. September 1988) ist ein deutscher Futsal- und Fußballspieler. Er ist Kapitän und Spielertrainer des Futsal-Bundesligisten HSV-Panthers (Futsal-Team des Hamburger SV) und spielt in der deutschen Futsalnationalmannschaft.